# Alternatywa dla Niemiec
Alternatywa dla Niemiec (niem. Alternative für Deutschland, AfD) – niemiecka skrajnie prawicowa partia polityczna założona w 2013 roku.

## Historia
Partia powstała z inicjatywy ekonomisty Bernda Luckego. Na pierwszym krajowym zjeździe, który odbył się 14 kwietnia 2013 Bernd Lucke, Frauke Petry i Konrad Adam zostali wybrani do trzyosobowego kierownictwa AfD. Partia prezentowała się jako przeciwna euro w obecnej formie i domagała się kontrolowanej likwidacji wspólnej waluty oraz chciała szerszego stosowania referendum jako instrumentu demokracji bezpośredniej.

## Działalność
W wyborach do Bundestagu w 2013 r. partia zdobyła 4,7%. Ugrupowaniu zabrakło 133 tys. głosów do przekroczenia 5-procentowego progu wyborczego. Po wyborach temat walki z euro stracił na popularności, a AfD zaczęła skupiać się na wewnętrznych konfliktach. Ostatecznie frakcję Luckego, opowiadającą się za akcentowaniem spraw gospodarczych, zmarginalizowali narodowcy. Szefem partii została Frauke Petry, a ugrupowanie skupiło się na krytyce imigracji oraz ogólnej niechęci do Unii Europejskiej. Gdy rozpoczął się kryzys migracyjny, AfD zaczęła mocno potępiać niemiecką politykę otwartych granic. Partia wyraża także silny sprzeciw wobec obecnego układu politycznego w Niemczech. W wyborach w roku 2017 partia dostała się do Bundestagu jako pierwsze w historii ugrupowanie eurosceptyczne i antyimigranckie. Lider partii Alexander Gauland po ogłoszeniu wyników wyborów zapowiedział tzw. „polowanie” na liderów politycznych oraz odebranie im władzy. Partia zadeklarowała również obietnicę wsparcia inicjatywy komisji śledczej w sprawie decyzji Angeli Merkel o polityce otwartych drzwi.

## Ideologia
Początkowo partia miała charakter konserwatywno-liberalny i umiarkowanie eurosceptyczny, natomiast w kolejnych latach podlegała radykalizacji. W 2015 roku, po wyborze Frauke Petry na współprzewodniczącą, bardziej umiarkowani członkowie partii, w tym jej dotychczasowy współprzewodniczący i założyciel Bernd Lucke, opuścili ją.  Wobec kryzysu migracyjnego w 2015 roku, partia na swoje sztandary wyniosła sprzeciw wobec imigracji, w szczególności wobec imigracji muzułmanów. Kolejna radykalizacja postulatów partii miała miejsce w 2017 roku, kiedy dotychczasowa współprzewodnicząca Frauke Petry opuściła partię. 
Obecnie partia jest określana przez komentatorów i badaczy jako skrajnie prawicowa, narodowo-konserwatywna, prawicowo-populistyczna i etnonacjonalistyczna. AfD w 2025 zostało uznane przez Federalny Urząd Ochrony Konstytucji za organizację ekstremistyczną zagrażającą demokracji. Partyjna młodzieżówka AfD przez ten sam urząd została uznana za organizację prawicowo-ekstremistyczną.

## Kontrowersje

### Nazistowskie kontrowersje
Björn Höcke jest niemieckim politykiem i przewodniczącym frakcji AfD w niemieckim parlamencie, uznawanym za nazistę z powodu wypowiedzi noszących znamiona rasizmu, islamofobii, antysemityzmu, rewizjonizmu historycznego, homofobii i używania nazistowskiej symboliki, powiązań z ekstremistycznym skrzydłem partii "Der Flügel", kontrowersyjnych artykułów minimalizujących zbrodnie wojenne, oraz sądowych orzeczeń potwierdzających jego poglądy faszystowskie. Björn Höcke, członek AfD określił pomnik ofiar Holocaustu w Berlinie jako hańbę. Był on karany za używanie nazistowskiej symboliki. W 2021 roku został oskarżony o użycie sloganu „Alles für Deutschland” („Wszystko dla Niemiec”), który jest zabroniony w Niemczech z powodu jego powiązań z SA, nazistowską organizacją paramilitarną. Sąd w Halle uznał go winnym i nałożył na niego karę grzywny.

### Rewizjonizm historyczny
Zarówno partia, jak i jej poszczególni członkowie byli wielokrotnie oskarżani o stosowanie rewizjonizmu historycznego. W 2017 roku, ówczesny współprzewodniczący AfD Alexander Gauland wyraził opinię, że Niemcy powinni być dumni z osiągnięć Wehrmachtu. 
Kay Nerstheimer, członek AfD wybrany w 2016 do berlińskiej Izby Deputowanych opublikował na swoim oficjalnym profilu na Facebooku link do filmu obwiniającego Polskę o wybuch II wojny światowej. W styczniu 2020 Nerstheimer został wykluczony z partii. Elena Roon, kandydatka z ramienia AfD w Norymberdze, rozesłała do członków grupy sympatyków partii na Facebooku zdjęcie Hitlera podpisane „Adolf, proszę wróć! Niemcy potrzebują Cię!” i „Tęsknimy od 1945”.  
W 2018 Lars Steinke, szef młodzieżówki AfD w Dolnej Saksonii, nazwał Clausa von Stauffenberga „zdrajcą” pisząc na swoim koncie na Facebooku, że „Stauffenberg nie jest bohaterem, a 20 lipca 1944 roku nie był punktem kulminacyjnym, była to tchórzliwa próba ratowania własnej skóry w obliczu porażki”. Ówczesny przywódca AfD Alexander Gauland postulował wyrzucenie Steinkego z partii. 

### Powiązania z Rosją
Portal Der Spiegel opublikował w 2024 artykuł o dużych powiązaniach AfD z Rosją i rządem Putina. W ocenie dziennikarzy jeden z dokumentów programowych AfD powstał na Kremlu, a dodatkowo na podstawie informacji od czeskich służb specjalnych polityk AfD Petr Bystron został oskarżony o przyjmowanie korzyści majątkowych w zamian za prorosyjskie wypowiedzi.

## Poparcie w wyborach

Rozkład głosów na AfD w wyborach parlamentarnych w 2013

### Wyniki wyborów federalnych
| Wybory | Poparcie | Zmiana punktów procentowych | Mandaty (Bundestag) | Zmiana |
| ------ | -------- | --------------------------- | ------------------- | ------ |
| 2013   | 4,7%     | –                           | –                   | –      |
| 2017   | 12,6%    | 7,9                         | 94                  | 94     |
| 2021   | 10,3%    | 2,5                         | 83                  | 11     |
| 2025   | 20,8%    | 10,5                        | 152                 | 69     |

### Wyniki wyborów do Parlamentu Europejskiego
| Wybory | Poparcie | Zmiana punktów procentowych | Mandaty | Zmiana | Liczba mandatów dla Niemiec |
| ------ | -------- | --------------------------- | ------- | ------ | --------------------------- |
| 2014   | 7,04%    | –                           | 7       | –      | 99                          |
| 2019   | 10,97%   | 3,93                        | 11      | 4      | 96                          |
| 2024   | 15,89%   | 4,92                        | 15      | 4      | 96                          |